# Quote (Börse)
Der Quote ([kwə(ʊ)t]; oder Quotierung; deutsch „Preisangebot“) ist im Börsenjargon ein Anglizismus für das verbindliche Stellen von Börsenkursen (Geld- und Briefkurse) durch einen Marktteilnehmer.

## Allgemeines
Die Quote als Anteil an einer Gesamtmenge hat mit dem Quote nur denselben lateinischen Wortursprung, die Begriffsinhalte sind dagegen unterschiedlich. 
Quotierende Marktteilnehmer (so genannte Quote-Verpflichtete) können zur Börse gehören (Börsenmakler, Skontroführer, Spezialisten) oder sind als Market-Maker bzw. Designated Sponsors für die Emittenten tätig. Besonders an Wertpapierbörsen wird ein Börsenkurs im Regelfall dadurch ermittelt, dass Käufe und Verkäufe zu demjenigen Kurs zustande kommen, bei dem der größtmögliche Börsenumsatz bei geringen Überhängen (Angebots- oder Nachfrageüberhang) generiert werden kann. Börsenpreise im Präsenzhandel werden durch die Skontroführer in Prozent des Nennbetrags (Anleihen oder Nennbetragsaktien) oder in Euro je Stück (Stückaktien) festgestellt. Bei der Feststellung eines Börsenpreises sind diejenigen Wertpapierorders zu berücksichtigen, die dem Skontroführer bis zum Beginn der Kursfeststellung vorliegen. Besteht jedoch eine gewisse Marktenge, verhelfen Quotes dazu, die Marktliquidität zu erhöhen. 
Der Skontroführer hat alle zum Zeitpunkt der Kursfeststellung vorliegenden Orders gleich zu behandeln, die Feststellung eines Börsenpreises erfolgt auf Grundlage der Marktentwicklung beim betreffenden Wertpapier. Nach § 78 Börsenordnung der Börse Frankfurt (BörsO FWB) ist derjenige Preis festzustellen, zu dem der größte Börsenumsatz bei minimalem Überhang der dem Skontroführer vorliegenden Orders innerhalb der zuletzt veröffentlichten Taxe stattfindet (Meistausführungsprinzip).

## Rechtsfragen
Art und Verfahren der Quotes sind in den regionalen Börsenordnungen geregelt. Ein Emittent oder von ihm beauftragter Handelsteilnehmer ist verpflichtet, während der Handelszeit auf Anfrage eines Skontroführers eine verbindliche Spanne aus einem Geld- und Briefkurs zu nennen (englisch quote), die bis zu einem angemessenen und aktuellen marktüblichen Volumen Gültigkeit hat, das mindestens dem Mindestschluss oder einem ganzzahligen Vielfachen hiervon entspricht. Diese Pflicht gilt nicht bei besonderen Umständen wie Betriebsstörungen, Systemausfall oder bei Marktstörungen.

## Ablauf
§ 69 BörsO FWB sieht vor, dass bei fortlaufenden Auktionen die im Orderbuch vorhandenen Wertpapierorders ständig auf ihre Ausführbarkeit innerhalb des verbindlichen Quotes des Quote-Verpflichteten und innerhalb des Orderbuchs geprüft werden. Soweit Orders gegeneinander innerhalb des verbindlichen Quotes des Quote-Verpflichteten oder vollständig gegen den verbindlichen Quote des Quote-Verpflichteten ausführbar sind, kommt es unverzüglich zu einer Ausführung der Orders durch das Handelssystem. Verbindliche Quotes dürfen nach § 72 Abs. 2 BörsO FWB nur vom Designated Sponsor, Market-Maker und Spezialisten eingegeben werden. Verbindliche Quotes und Eisbergorders sind nur für den Börsentag gültig, für den sie eingestellt worden sind (§ 71 Abs. 1 BörsO FWB). Im Market-Maker-Segment sind nach § 101 BörsO FWB während der Handelszeit fortlaufend verbindliche Quotes durch den Market-Maker in das dafür bereitgestellte System einzustellen; soweit ein verbindlicher Quote vollständig ausgeführt wurde, ist der nächste verbindliche Quote innerhalb von fünf Minuten einzustellen. Der Market-Maker ist verpflichtet, im Rahmen seiner verbindlichen Quotes für mindestens die angegebenen Volumina Geschäfte abzuschließen. Ist der Quote-Verpflichtete nicht der Emittent des Wertpapiers, für das er die Quotierungspflicht übernommen hat, hat er durch geeignete vertragliche und technische Vorkehrungen zu gewährleisten, dass die von ihm gestellten verbindlichen Quotes nicht zum Nachteil der Kontrahenten von indikativen Quotes abweichen, die der Emittent des Wertpapiers an der FWB oder gegenüber Dritten stellt (§ 101 Abs. 4 BörsO FWB).

## Quotierung
Die Quotierung ist eine Art der Kursfeststellung an einer Börse, bei welcher ein Quote-Verpflichteter verbindliche Geld- und Briefkurse an einem Handelstag dem Skontroführer auf Anfrage stellen muss. Market-Maker an der Eurex sind verpflichtet, auf Anforderung innerhalb kurzer Zeit Geld- und Briefkurse für das jeweils gewünschte Volumen für Futures und Optionen zu stellen. Es gibt Börsensegmente, die als quotengetriebene Märkte (englisch quotedriven market) bezeichnet werden, wo überwiegend oder ausschließlich Market-Maker tätig sind wie die NASDAQ.